# La noche de Hermida
La noche de Hermida fue un programa de televisión de España emitido por la cadena Antena 3 en la temporada 1992-1993.

## Formato
Dirigido y presentado por el periodista Jesús Hermida, se trataba de un programa de debate, en el que hasta 13 personalidades relevantes de la política, la cultura o la sociedad discutían sobre un tema relevante de actualidad.
Además, el público presente el plató también podía expresar su opinión y finalmente había un número musical a cargo de un cantante de prestigio.

## Contertulios
Entre otros, fueron contertulios habituales el humorista Miguel Gila, los escritores Fernando Sánchez Dragó, Luis Antonio de Villena y Fernando Vizcaíno Casas, el profesor Gustavo Villapalos, la locutora Encarna Sánchez, los actores Fernando Fernán Gómez, Adolfo Marsillach, Mónica Randall y Bibiana Fernández, la política Cristina Almeida, el periodista Andrés Aberasturi o los cantantes Ramoncín y Massiel.

## Audiencias
En su estreno el programa alcanzó el 16,6% de cuota de pantalla.